# Gerd Dührkop
Gerhard Dührkop (ur. 3 stycznia 1942) – niemiecki lekkoatleta, specjalista skoku wzwyż. W czasie swojej kariery startował w barwach Niemieckiej Republiki Demokratycznej.
Zajął 6. miejsce w skoku wzwyż na mistrzostwach Europy w 1962 w Belgradzie.
Zdobył srebrny medal w tej konkurencji na halowych mistrzostwach Europy w 1970 w Wiedniu, za Walentinem Gawriłowem ze Związku Radzieckiego.
Był mistrzem NRD w skoku wzwyż w latach 1961–1963 i 1971, wicemistrzem w 1960, 1966 i 1970 oraz brązowym medalistą w 1964. W hali był mistrzem NRD w tej konkurencji w 1970 oraz wicemistrzem w 1972.
Trzykrotnie poprawiał rekord NRD w skoku wzwyż do wyniku 2,13 m (2 sierpnia 1962 w Poczdamie). Jego rekord życiowy  w hali wynosił 2,18 m. Został ustanowiony 1 marca 1970 w Berlinie.
Ukończył studia medyczne i praktykował jako lekarz.